# Nødfrekvenser
Nødfrekvenser, også kendt som Internationale Nødfrekvenser.
Det er en tjeneste, der overvåger sø- og luftrummet globalt i tilfælde af ulykker.
I Danmark foretages denne tjeneste af Lyngby Radio og Joint Rescue Coordination Centre.

## Maritime nødkanaler
2182 kHz, MF båndet (Telefoni). Lyttepligt ophørte 1. februar 1999.
Er erstattet af det satellitbårne Inmarsat GMDSS.
156,8 MHz. VHF Kanal 16 (Telefoni) for nærområder.

## Fly nødkanaler
121,5 MHz og 243,0 MHz.
Med virkning fra 1. februar 2009 ophører satellitovervågningen på disse frekvenser
og overgår til satellitovervågning på 406,0 MHz 
Dette er besluttet af COSPAS-SARSAT i samråd med FN-organerne, som varetager sikkerhed for skibe og fly, henholdsvis IMO og ICAO. 

## Ekstern henvisning
- Ændring af overvågning af nød frekvenser Arkiveret 28. september 2007 hos  Wayback Machine
- VHF Skolen